# Публий Сальвий Апр
Пу́блий Са́львий Апр (лат. Publius Salvius Aper) — римский государственный деятель конца I века до н. э.
Апр, вероятно, происходил из Бриксии в Северной Италии. Он не имеет никакого отношения к роду Сальвиев Отонов из этрурийского города Ферентий. Во 2 году до н. э. Апр стал первым префектом претория в римской истории вместе с Квинтом Осторием Скапулой.